# Bandial
Bandial (auch Diola-Bandial) ist eine Sprache, die in Casamance im Süden des Senegal gesprochen wird.
Es ist eine Bak-Sprache, die sich im nördlichen Zweig der westatlantischen Sprachen zugehörig findet, welche ihrerseits der Niger-Kongo-Sprachfamilie angehören.
Die Alternativbezeichnung für die Sprache ist Banjaal.

## Sprecher
Im Jahre 2002 wurde das Bandial von 10.125 Personen im Senegal gesprochen.

## Localisation
Das Bandial ist in den Casamance-Dörfern von Affiniam, Badiate-Grand, Bandial, Brin, Enampore, Essyl, Etama, Kamobeul und Séléki präsent.
Mit der Ausnahme von Affiniam befinden sich alle diese Lokalitäten im Inneren einer Zone, die durch den Fluss Casamance im Norden, den bolong Komobeul im Westen, die Route Ziguinchor-Oussouye im Süden und die Route Brin-Niassia im Osten begrenzt wird.